# Российско-вьетнамские отношения
Дипломатические отношения между Советским Союзом и Вьетнамом установлены 30 января 1950 года.
Россия является членом Евразийского экономического союза, в то время как Вьетнам входит в зону свободной торговли ЕАЭС. Россия входит в БРИКС, а Вьетнам является страной-партнëром. 

## История
Вьетнам получал значительную помощь от СССР в Первой индокитайской войне, Второй индокитайской войне, а также во вьетнамской войне. Уже в 1955 году Вьетнам получил от Союза безвозмездно 170 тыс. тонн риса, 8 тыс. тонн сахара и 9 млн м² хлопчатобумажных тканей. Товарооборот СССР и Вьетнама в 1955—1960 годах увеличился почти в 14 раз с 3,3 млн рублей до 42,8 млн рублей.
3 ноября 1978 года в ходе официального дружественного визита в Советский Союз вьетнамской партийно-правительственной делегации был подписан Договор о дружбе и сотрудничестве между СССР и СРВ, а 10 декабря 1981 года был подписан в Москве Договор между СССР и Социалистической Республикой Вьетнам о правовой помощи по гражданским, семейным и уголовным делам.
Значительную поддержку Вьетнам получал от СССР вплоть до распада последнего, так как Вьетнам входил в СЭВ и значился социалистической страной.

## Современная ситуация

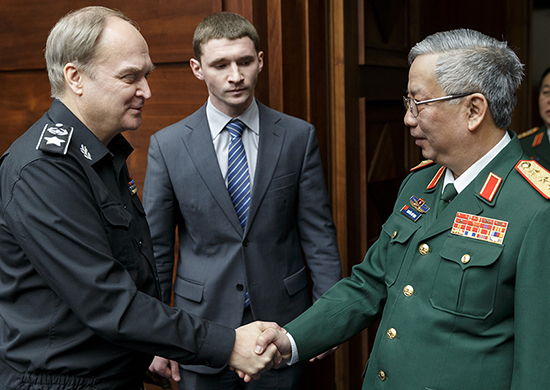
Встреча заместителя Министра обороны РФ Анатолия Антонова со своим вьетнамским коллегой Нгуен Тьи Винем, 2016 год

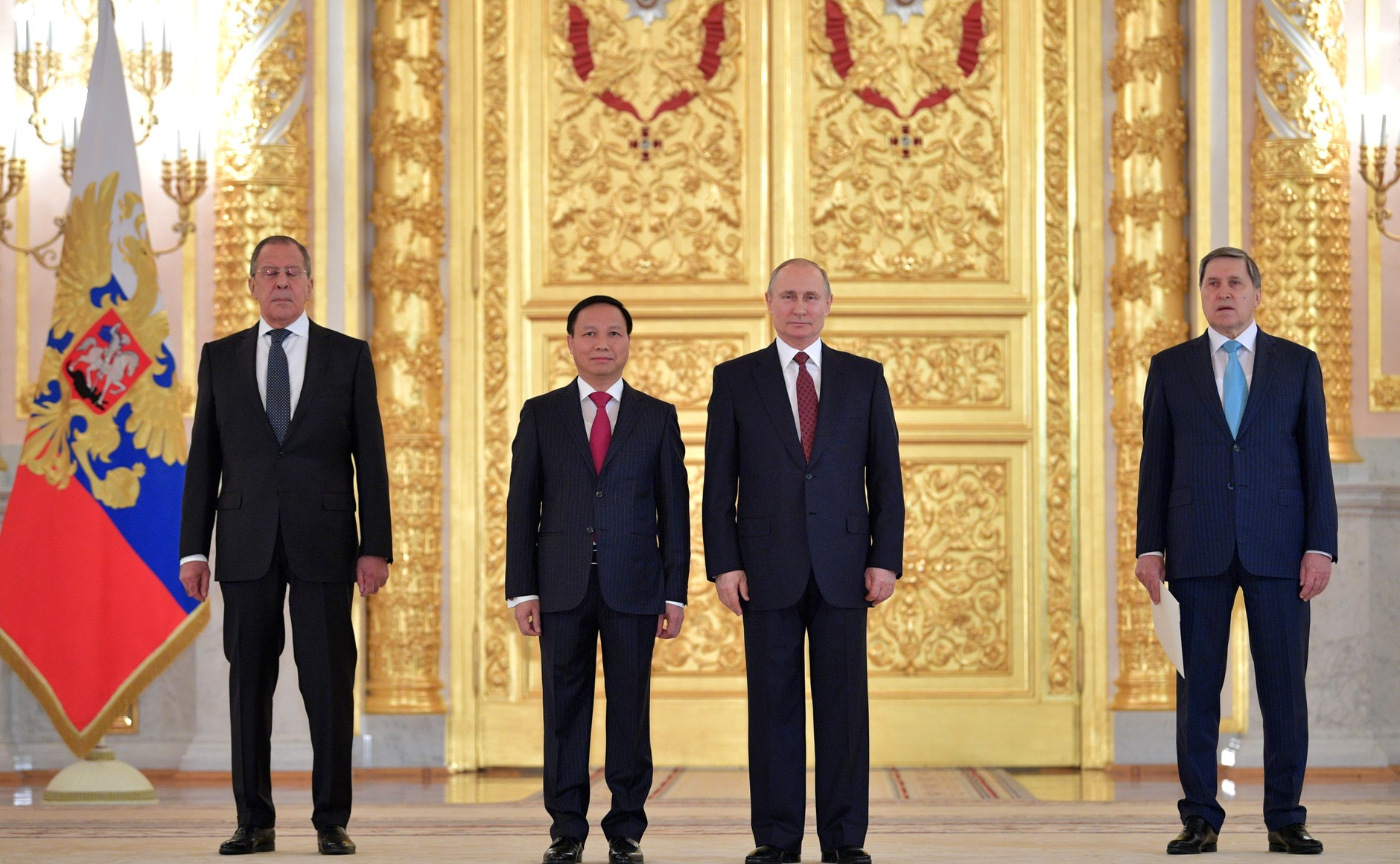
Владимир Путин с послом Вьетнама в России Нго Дык Манем, 2018 год

В 1994 году в Москве подписан Договор об основах дружественных отношений. В марте 2001 года в ходе первого официального визита в СРВ Президента Российской Федерации Владимира Путина подписана Декларация о стратегическом партнёрстве между Россией и Вьетнамом. Официальные визиты во Вьетнам Президента Российской Федерации состоялись также в ноябре 2006, октябре 2010, ноябре 2013 годов.
В октябре 2002 и июле 2010 годов по приглашению Президента Российской Федерации прошли официальные визиты в Россию Генерального секретаря ЦК Компартии Вьетнама. В августе 1998, мае 2004 и октябре 2008 годов в Российской Федерации с официальным визитом побывал Президент СРВ. Регулярно проводятся встречи глав государств в рамках многосторонних международных форумов. 9 мая 2010 года Президент Вьетнама Нгуен Минь Чиет принял участие в торжествах в Москве по случаю 65-летия Победы в Великой Отечественной войне.
5 марта 2015 года Председатель Правительства РФ Дмитрий Медведев начал свой официальный визит во Вьетнам, в ходе которого стороны обсудили множество вопросов[каких?].
В 2017 году, по поручению Президента России Владимира Путина, Вьетнаму, пострадавшему от тайфуна, оказана помощь. По линии МЧС отправлено 40 тонн гуманитарной помощи и выделена сумма в размере пяти миллионов долларов. В этом же году начато двустороннее взаимодействие в военной области.
В апреле 2023 года премьер-министр Вьетнама Фам Минь Тинь во время встречи с вице-премьером РФ Дмитрием Чернышенко  заявил, что его страна не поддерживает санкции против России и её изоляцию. По его словам, Вьетнам не выбирает сторону, а выбирает правосудие. Фам Минь Тинь подчеркнул, что в соответствии с нынешней ситуацией, назрела необходимость качественного повышения сотрудничества между странами.

## Торгово-экономическое сотрудничество
В 2003—2012 гг. российский экспорт во Вьетнам почти удвоился: с 357 млн долларов до 658 млн долларов. Однако за этот же период вьетнамский импорт в РФ вырос более, чем в 10 раз: со 156 млн долларов до 2313 млн долларов. В 2012 году на Вьетнам пришлось 16,3 % всего российского экспорта электрооборудования и инструментов. В российском экспорте во Вьетнам в 2012 году доминировали электрооборудование и инструмент, стальной прокат, удобрения, телекоммуникационное оборудование.  

В 2012 году 40,1 % импорта из Вьетнама в РФ — телекоммуникационное оборудование, 9,7 % — одежда, 7,5 % — обувь, 7,3 % — рыба.
В том году на Россию пришлось 38 % вьетнамского экспорта овощей и кореньев, 25 % рыбы, 23 % чая, 16 % консервированных фруктов, 15 % какао, 10 % бытовой техники, 10 % телекоммуникационного оборудования, 6 % табака, 6 % медикаментов, 5 % компьютеров. В суммарном российском импорте из всех стран в 2012 году многие вьетнамские товары доминировали: специи (29 %), рис (28 %) и натуральный каучук (26 %), растительное масло (14 %), кофе (11 %).
По состоянию на май 2016 года товарооборот между членами-государствами ЕАЭС, в основном между Россией и Вьетнамом, находится на низком уровне (4 млрд долларов США). После вступления в силу «Соглашения о зоне свободной торговли между Евразийским экономическим союзом» ожидается увеличение двустороннего товарооборота до 10 млрд. долл., к 2020 году.
В 2021 году товарооборот России с Вьетнамом составил 7,13 млрд долл. Основу экспорта из РФ составляли металлы и изделия из них (32,2 % от всего объема); минеральные продукты (21,4 %) и продовольствие (17,6 %). 
В импорте из Вьетнама основная доля пришлась на машиностроение: машины, оборудование и транспортные средства (60,32 %); также текстиль и обувь (20,22 %).
В феврале 2006 года председатель правительства РФ Михаил Фрадков посетил Вьетнам и провёл переговоры с вьетнамским премьер-министром Фан Ван Кхаем. Основной обсуждавшийся вопрос — продолжение участия России в нефтедобывающем СП «Вьетсовпетро». «Вьетсовпетро» (с 50 % участием российской государственной компании «Зарубежнефть») осуществляет большую часть нефтедобычи во Вьетнаме. Срок его деятельности истекает в 2010 году и Вьетнам до сих пор уклоняется от прямого ответа на то, согласен ли он продолжать сотрудничество с «Зарубежнефтью» на прежних условиях, и отказывается увеличивать объём добычи нефти СП «Вьетсовпетро» свыше 10 млн т в год. В 2002 году Россия рассчитывала, что её участие в СП «Вьетсовпетро» позволит ей претендовать на участие в строительстве нефтеперерабатывающего завода в Зунг-Куате, однако Вьетнам передал право на поставку оборудования для строительства НПЗ на сумму более 700 млн долл. японской компании GGC, французской Technip и испанской Technica Leonidas, так что Россия была вынуждена выйти из этого проекта.